# 释无际
释无际（700年—790年）又名希迁，俗姓陈，号石头和尚、无际禅师，唐朝端州高要（今广东省高要市）人，师从六祖慧能，后师从师兄吉州青原山静居寺释行思和南岳怀让，圆寂后供奉于湖南衡山南台寺。

## 生平
700年，释无际出生于唐朝端州高要（今广东省高要市）。出家后，他师从六祖慧能。慧能圆寂时，对他说“行思去”，于是他师从师兄吉州青原山静居寺释行思15年。释行思又让他拜见南岳怀让。
91岁时，释无际预知来日无多，回到湖南衡山的南台寺，停止进食，只喝草药，一个月后圆寂，唐德宗赐谥号“无际大师，塔曰见相”。847年（大中），宰相裴休书写《无际禅师见相塔碑》。其所著《参同契》、《草庵歌》则刻石南岳南台寺。1734年（清朝雍正十三年），雍正帝加封其为“智海无际禅师”。
抗日战争时期，日本间谍渡边四郎（另一种说法是牙医山崎彪）以牙科医生作为掩护，搜罗中华民国的文物，毒死南台寺的和尚，把释无际的肉身像偷走，从福建漳州经上海运抵日本。
1924年，山崎彪写下《无际大师之由来》，他把肉身像放在京都大学博物馆收藏了12年，并且放置到日本大正博览会展出，又成立“石头和尚无际大师仰赞会”，后来把肉身像藏到青梅，并且建立寺院供奉。
1961年，“日本肉身研究小组”用5万日元买下肉身像，运送到早稻田大学和新潟大学，1975年从新潟大学医学部送到日本横滨总持寺供奉。
1975年6月20日，香港《快报》发表《无际大师肉身供奉东瀛》的文章，引发海内外华人关注。
1993年，中国社会科学院哲学研究所日籍华裔滕颖教授到日本横滨市曹洞宗大本山总持寺、永平寺、宗务厅、驹泽大学等寻访，得知释无际肉身像供奉于总持寺。日本出版了《无际大师肉身》。日本曹洞宗则把其肉身像视为国宝。
1995年，日本总持寺主持斋藤信义表示愿归还“肉身和尚”的意向，但是没有下文。
2002年，正一灵宫翻修，上书对联“华夏东瀛遍漉慈悲泽众生”，下联为“沧海桑田不忘山兜是故地”。
不过，宋朝陈田夫所著的《南岳总胜集》中楚宁寺篇写到“在庙西十五里，乃南台迁禅师瘗骨处”，则表示释无际没有留下肉身。

## 弟子
药山惟俨

## 著作
《参同契》：
|  | 竺土大仙心，东西密相付。人根有利钝，道无南北祖。灵源明皎洁，枝派暗流注。执事元是迷，契理亦非悟。门门一切境，回互不回互。回而更相涉，不尔依位注。色本殊质象，声元异乐苦。暗合上中言，明明清浊句。四大性自复，如子得其母。火热风动摇，水湿地坚固。眼色耳音声，鼻香舌咸醋。依然一一法，依根叶分布。本末须归宗，尊卑用其语。当明中有暗，勿以暗相遇，当暗中有明，勿以明相睹。明暗各相对，比如前后步。万物自有功，当言用及处。事存函盖合，理应箭锋拄。承言须会宗，勿自立规矩。触目不会道，运足焉知路？进步非近远，迷隔山河固。谨白参玄人，光阴莫虚度。 |

《草庵歌》：
|  | 吾结草庵无宝贝，饭了从容图睡快。成时视见茅草新，破后还将茅草盖。住庵人，镇常在，不属中间与内外。世人住处我不住，世人爱处我不爱。庵虽小，含法界，方丈老人相体解。上乘菩萨信无疑，中下闻之必生怪。问此庵，坏不坏，坏与不坏主元在。不居南北与东西，基址坚牢以为最。青林下，明窗内，玉殿琼楼未为对。衲被蒙头万事休，此时山僧都不会。住此庵，休作解，谁夸铺席图人买？回光返照便归来，廓达灵根非向背。遇祖师，亲训诲，结草为庵莫生退。百年抛却任纵横，摆手便行且无罪。千种言，万般解，只要教君长不昧。欲识庵中不死人，岂离而今遮皮袋。 |

《心药方》，给李泌
|  | 慈悲心一片，好肚肠一条，温柔半两，道理三分，信行要紧，中直一块，孝顺十分，老实一个，阴骘全用，方便不拘多少。此药用宽心锅内炒，不要焦，不要燥，去火性三分，于平等盆内研碎。三思为末，六波罗蜜为丸，如菩提子大。每日进三服，不拘时候，用和气汤送下。果能依此服之，无病不瘥。切忌言清行浊，利己损人，暗中箭，肚中毒，笑里刀，两头蛇，平地起风波。以上七件，速须戒之。以前十味，若能全用，可以致上福上寿。成佛作祖。若用其四五味者，亦可灭罪延年，消灾免患。各方俱不用，后悔无所补，虽扁鹊卢医，所谓病在膏肓，亦难疗矣；纵祷天地，祝神明，悉徒然哉。况此方不误主雇，不费药金，不劳煎煮，何不服之？ 偈曰： 此方绝妙合天机，不用卢师扁鹊医； 劝善男并信女，急须对治莫狐疑。 |

## 延伸阅读
2013年，联合国教科文组织的统计显示，在全球47个国家的200多家博物馆中有中国文物164万件，而民间藏中国文物是馆藏数量的10倍之多。